# なにわスワンキーズ
なにわスワンキーズは、かつて吉本興業（大阪本部）に所属していたお笑いトリオ。2013年結成、2023年解散。NSC大阪校34期生。

## メンバー
こじまラテ（1983年11月21日 - ）（41歳）
主に大ボケ・ネタ作り担当。
本名：小島 潤一（こじま じゅんいち）
大阪府大東市出身。大阪桐蔭高等学校から流通経済大学へ進学。大阪桐蔭高校では岩田稔（元阪神タイガース）・中村剛也（埼玉西武ライオンズ）と同じクラスに在籍していて、このクラスの担任が西谷浩一だった。中村とは小・中学校時代の同級生でもある。身長168 cm、体重105 kg。血液型はB型。
趣味は読書と映画鑑賞、特技はラグビー。
ラグビーのポジションはフッカー。小学校6年生からラグビーを始め、高校2年生時には全国大会のベスト16に残るほどのチームに所属。大学時代から清水建設ブルーシャークス(現・清水建設江東ブルーシャークス)にてプレーを続けるも、アニセサムエラにタックルをした結果頭部を蹴られ、22針縫う頭部裂傷の大怪我を負いすぐさま入院。その後ラグビーには復帰するも恐怖で身体が動かなくなってしまったため、引退を余儀なくされた。芸人の道は引退後に志したが、周囲の人々や親からは頭を打っておかしくなったから芸人になったと思われていた。
大学時代、同じフッカーに湯原祐希（元東芝ブレイブルーパス東京）がいた。仲はあまり良くなかったらしいが、引退試合では湯原がこじまに対して感謝の言葉を贈ったことに号泣。それからすごく仲良くなったと述懐している。
芸名は、かつてピン芸人として活動していた時代の名残。
昴生（ミキ）に風貌が似ている。結腸炎で入院した昴生が、ミキとからし蓮根によるライブ配信へ出演できなくなり、同期の亜生（ミキ）から頼まれ急遽代役を務めたことがある 。
実父は柔道の師範で、中・高校時代に学内の落語研究会で活動していた。高校時代の1974年頃には、『東芝お笑いアットホーム』(朝日放送が当時制作していた10週勝ち抜き方式の素人演芸ラジオ番組）で落語を披露したほか、高田昭徳（後のオール阪神）と共演した経験を持つ。こじまも、2020年度からトリオで『伊藤史隆のラジオノオト』（朝日放送ラジオ）金曜放送分のレギュラーパートナーに起用されていて、親子2代続いて朝日放送制作のラジオ番組で話芸を披露している（後述）。
なにわスワンキーズの解散後はピン芸人として活動し、2023年12月からは「グルメインフルエンサー」としても活動している。

仲西 隼平（なかにし じゅんぺい、1989年3月7日 - ）（36歳）
主にツッコミ（ネタによっては小ボケ）担当。
大阪府交野市出身、大阪商業大学卒業。身長170 cm、体重60 kg。血液型はO型。
趣味および特技は野球、特技はバントとボウリング。
阪神タイガースの大ファン。
漫画家・東風孝広のアシスタントとして働いている。
4人兄弟の次男である。なにわスワンキーズの解散後は翌月から7月にかけてピンで活動していたが、8月2日に兄（長男）で元ココアルバムの仲西範洋とコンビ「仲西ﾝとこ」を結成し、それに伴い芸名を「じゅんぺぇ」に改名。

前田 龍二（まえだ りゅうじ、1988年5月20日 - ）（37歳）
主に小ボケ（ネタによってはツッコミ）担当。
愛媛県松山市出身。身長171 cm、体重63 kg。血液型はO型。
趣味および特技は野球とサッカー、特技は座布団回し。中学時代は途中まで軟式野球に取り組んでいたがJリーグの創設がきっかけでサッカーに転向すると、愛媛県内にあるサッカーの強豪校・松山北高校へ進学した。
メンバーの中で唯一の他県出身。大学卒業を機に大阪へ転居した。
粗品（霜降り明星）とは親友の関係。
当トリオの解散後はピンで活動していたが、2023年6月29日、粗品・大東翔生（ダブルヒガシ）と共に「ギャンブル四兄弟」としても活動しているシモタ（元コウテイ）と「シモリュウ」を結成した。同年7月1日よりコンビでの活動を開始。

## 来歴
仲西は大学時代にNSCへの入学を決めていたため、就職どころか就活の経験もなかった。
前田も大学卒業後はNSCに入学したが、「就職できないから芸人になろうとしている」と周囲から思われるのが嫌だったことから、就活には励んだ。大手企業の最終面接も経験したという。
こじまは前述の通り、社会人時代にラグビーの試合中にて大怪我を負い選手を続けられなくなったことを機に芸人を目指すようになった。相方の2人とはNSCの同期だが少し遠回りした分、年が離れている。前田曰く「精神的には一番幼い」。
トリオ名は、1年先輩の今井らいぱち（元・ヒガシ逢ウサカ）と楠見大輔（元・絶対アイシテルズ）に名付けてもらった。他のトリオ名候補には「お好みかん」「トラノコ」があった。
2023年5月24日、解散。前田は6月までピンで活動していたが、6月29日にシモタと「シモリュウ」を結成し7月1日よりコンビでの活動を開始。仲西は7月までピンで活動していたが、8月2日に実兄（長男）の仲西範洋とコンビ「仲西ﾝとこ」を結成し、芸名を「じゅんぺぇ」に改名。また、12月4日に道頓堀 ZAZA HOUSEにてシモリュウと仲西ﾝとこのツーマンライブが行われた。

## 芸風
コントと漫才の両方を演じる。「コント6:漫才4」の割合。日常のひとコマをテーマに、現実を舞台にした設定を基本にしている。ボケ・ツッコミの役割は決まっておらず、ネタによって変わる。
雑誌のインタビューにてオール巨人（オール阪神・巨人）が、トリオ漫才のイチオシとして名前を挙げた。

## 賞レース成績
- 2016年 Kakeru翔GP 優勝[12]
- 2016年 M-1グランプリ2016 3回戦進出
- 2016年 EVEMON GP 優勝[13]
- 2017年 今宮子供えびすマンザイ新人コンクール 香川登枝緒記念敢闘賞
- 2017年 M-1グランプリ2017 3回戦進出
- 2018年 NHK上方漫才コンテスト 決勝進出
- 2018年 M-1グランプリ2018 3回戦進出
- 2019年 M-1グランプリ2019 3回戦進出
- 2020年 第4回ひょど-1グランプリ 優勝
- 2020年 M-1グランプリ2020 準々決勝進出[14]
- 2021年 8月グランドバトル 優勝[15]
- 2021年 M-1グランプリ2021 準々決勝進出[14]
- 2022年 第11回ytv漫才新人賞 ROUND3 第11位

## 出演

### ラジオ
- 伊藤史隆のラジオノオト 金曜日（朝日放送ラジオ、2020 - 2022年度）
  - 2020年度の「シーズン4」から、全編のパートナーに起用。ラジオでは初めてのレギュラー番組で、「ムキムキ!!ノーサイド劇場」（同年度まで19:30前後に放送されていたラグビー情報コーナー）にも3人揃って出演していた。
  - 20時台前半の冠コーナー「なにわスワンキーズの熱狂!男どアホウプロ野球」では、パーソナリティの伊藤史隆（ラグビー中継の実況も担当する朝日放送テレビアナウンサー）やリスナーなどから出された「お題」を基に、オリジナルの漫才を毎回披露。2020年11月27日放送分からは、漫才の最中に番組スタッフが収録した動画を、放送の翌週からABCラジオのYouTube公式チャンネルで順次配信していた。
  - 2021年8月11日（水曜日）には、『なにわスワンキーズの男どアホウラジオ』（当番組からの派生企画としてメンバーのみが出演した特別番組）が『ABCフレッシュアップベースボール』のスタジオバージョン扱いで放送された。
  - 伊藤が朝日放送テレビの正社員定年（2023年3月31日）を機に、同局で「シニアアナウンサー」（嘱託扱いのアナウンサー）として活動しながら神戸新開地・喜楽館の支配人を兼務することを受けて、コンビ解散の約2ヶ月前（2023年3月30日）にレギュラー放送を終了。コンビとしては最終シーズン（シーズン6）の最終回（2023年3月24日）まで出演していたものの、結果としてテレビ・ラジオを通じて唯一のレギュラー番組になった。